# Judas Iscariot
I Judas Iscariot sono stati un gruppo musicale black metal statunitense. Hanno preso il via nel 1992 come progetto solista di Andrew Harris, portato avanti con lo pseudonimo di Akhenaton (prendendo come riferimento l'omonimo faraone egizio).
Con l'uscita di Heaven in Flames (1999), Duane Timlin (ossia Cryptic Winter) si unì alla band come batterista di sessione. Durante il 1999 e il 2000, la band si è esibita due volte dal vivo con una formazione composta da membri dei Nargaroth, Krieg, Absu e Maniac Butcher.
Dopo essersi trasferito in Germania, Akhenaton ha annunciato la fine dei Judas Iscariot il 25 agosto 2002.

## Ideologia
Come sotteso dal nome della band, Akhenaton considerava la storia dei Judas Iscariot come una sorta di documentazione della lotta dell'individuo contro i confini morali stabiliti dal cristianesimo. Inoltre ha espresso un certo disprezzo verso il capitalismo, che ha liquidato come inestricabilmente legato al materialismo.  Akhenaton ha affermato che la sua musica aveva lo scopo di dare agli altri la forza di vivere in un mondo compromesso dal materialismo e dall'ideologia religiosa irrazionale.
Alcuni dei testi dei primi album dei Judas Iscariot sono presi in prestito dalle opere del poeta inglese e mistico cristiano William Blake, così come dal poeta inglese Percy Bysshe Shelley, fondamentali per comprendere la connessione tra il romanticismo oscuro, l'esoterismo e la loro connessione ai testi heavy metal.
Akhenaton ha ripetutamente negato l'associazione con il movimento black metal nazionalsocialista. In un'intervista ha dichiarato: "Judas Iscariot non è un gruppo nazista. Nemmeno io sono nazista [...] Se altre band pensano di dover includere la politica nella loro musica, sono affari loro, ma questo non ha nulla a che fare con la mia band."

## Formazione
- Akhenaton (Andrew Harris) - voce, chitarra, basso e batteria
- Cryptic Winter (Duane Timlin) - batteria dal vivo (1999-2001)
- Kanwulf (René Wagner) - chitarra dal vivo
- Lord Imperial (Neill Jameson) - basso dal vivo (1999-2000)
- Proscriptor (Russley Randel Givens) - batteria dal vivo (1999)
- Butcher (vero nome sconosciuto) - batteria dal vivo (2000)

## Discografia
Album in studio
- The Cold Earth Slept Below (1996)
- Thy Dying Light (1996)
- Of Great Eternity (1997)
- Distant in Solitary Night (1999)
- Heaven in Flames (2000)
- To Embrace the Corpses Bleeding (2002)
- An Ancient Starry Sky (2018)

EP
- Arise, My Lord (1996)
- Dethroned, Conquered and Forgotten (2000)
- March of the Apocalypse (2002)
- Moonlight Butchery (2002)
- Midnight Frost (To Rest with Eternity) (2003)

Split album
- Judas Iscariot/Weltmacht (con i Weltmacht) (1999)
- None Shall Escape the Wrath (con i Krieg, gli Eternal Majesty e i Macabre Omen) (2000)
- To the Coming Age of Intolerance (con i Krieg) (2001)

Album dal vivo
- Under the Black Sun (2000)

Compilations
- From Hateful Visions (2000)
- Midnight Frost (To Rest with Eternity) (2002)

Demo
- Heidegger (1992)
- Judas Iscariot (1993)